# Mitch Kapor
Mitch Kapor (Brooklyn, 1 de novembro de 1950) fez fortuna com a Lotus 1-2-3, uma planilha eletrônica muito utilizada nas décadas de 1980 e 1990.
Outra de suas criações é a Lotus Agenda. Uma agenda diferente de todas as outras: digitando os dados em uma data ou categoria o Agenda classifica notas 'perdidas' e as coloca em seus lugares próprios. Por sua forma de texto e sem suporte por quase uma década, o Agenda é um programa DOS, embora ainda tenha fãs e usuários.
Kapor e desenvolvedores de código aberto criaram um novo aplicativo chamado Chandler (em homenagem ao escritor de mistério Raymond Chandler), a princípio previsto para lançamento em 2007, e que deverá ter a utilidade do Agenda sem os seus problemas.
Em 1990, Kapor fundou, juntamente com  John Gilmore e John Perry Barlow, a  Electronic Frontier Foundation (EFF), organização sem fins lucrativos sediada em San Francisco, Califórnia, cujo objetivo é proteger os direitos de liberdade de expressão na era digital.